# Антонов, Дмитрий Степанович
Дми́трий Степа́нович Анто́нов (26 октября [7 ноября] 1896 — 24 июня 1922) — участник Тамбовского восстания.

## Биография
Дмитрий Степанович Антонов родился 26 октября (7 ноября) 1896 года в г. Кирсанове Тамбовской губернии (ГАТО, Метрические книги Ильинской церкви город Кирсанов). Окончил Кирсановское мужское приходское училище. В 1916—1917 годах служил фельдшером на фронте.
С 20 мая 1917 года работал в должности младшего помощника 4-й милицейской части Тамбова. В июне 1918 года принял участие в контрреволюционном восстании в Тамбове.
До конца 1918 года скрывался, после чего примкнул к боевой дружине своего старшего брата А. С. Антонова.
Активный участник восстания 1920—1921 годов, член главного оперативного штаба, командир 4-го Низовского (Нижне-Спасского) полка 2-й Повстанческой армии, председатель Калугинского волостного Союза трудового крестьянства.
Погиб в бою с чекистами вместе с братом Александром 24 июня 1922 года в селе Нижний Шибряй Борисоглебского уезда Тамбовской губернии.

## Примечание
1. ↑  Крестьянское восстание в Тамбовской губернии в 1919—1921 годов«Антоновщина»: Документы и материалы. Тамбов, 1994. Приложение N 5 Документы о гибели братьев Антоновых Архивная копия от 14 мая 2011 на Wayback Machine